# ヴォルフハーゲン
ヴォルフハーゲン (ドイツ語: Wolfhagen, ドイツ語発音: [vɔlfˈhaːgn̩]) は、ドイツ連邦共和国ヘッセン州北部のカッセル郡に属す小都市で、木組み建築の歴史的中核部を有している。

## 地理

### 位置
ヴォルフハーゲンは、北ヘッセン、ハービヒツヴァルトの最西部、ヴァルデックの森の東側に位置する。市の東にオーフェンベルク山（海抜 372.5 m、オーフェンベルク塔がある）があり、その向こうにイスタベルク山（523 m）がそびえる。
この街は、市域北東部を流れるエルペ川の左岸すなわち西側の支流であるミューレンヴァッサー川沿いにある。また、ドゥーゼバッハ川とリーメッケバッハ川がヴォルフハーゲン近郊でミューレンヴァッサー川に流れ込む。

### 隣接する市町村
ヴォルフハーゲンは、フォルクマールゼン（ヴァルデック＝フランケンベルク郡）の北西に境を接し、北はブロイナ、東はツィーレンベルクとハービヒツヴァルト、南東はシャウエンブルク、南はバート・エムスタールとナウムブルク（以上、いずれもカッセル郡）、南西はヴァルデック、西はバート・アーロルゼン（この2町村はヴァルデック＝フランケンベルク郡）に接している。

### 自治体の構成
ヴォルフハーゲンは中核市区の他、12の地区からなる。各市区は中核市区の周辺の村落として広がっている。
| - アルテンハーズンゲン - ブリュンダーゼン - エルマースハウゼン - ガスターフェルト - イッピングハウゼン - イスタ | - レックリングハウゼン - ニーダーエルズンゲン - ノートフェルデン - フィリッピネンブルク・ウント・タール - フィーゼベック - ヴェーニゲンハーズンゲン |

## 歴史
この街は、ルートヴィング家のコンラート・フォン・テューリンゲンによる摂政時代の1231年にテューリンゲン方伯領のヘッセン部分に建設された。しかし1232年にはすでに、マインツ大司教ジークフリート3世フォン・エップシュタインとコンラート・フォン・テューリンゲンとの間での平和協定の結果、コンラートはこの村をマインツ大司教からのレーエンとして領し、相続権は兄のハインリヒ・ラスペと甥のテューリンゲン方伯ヘルマン2世の子孫に引き継がれた。

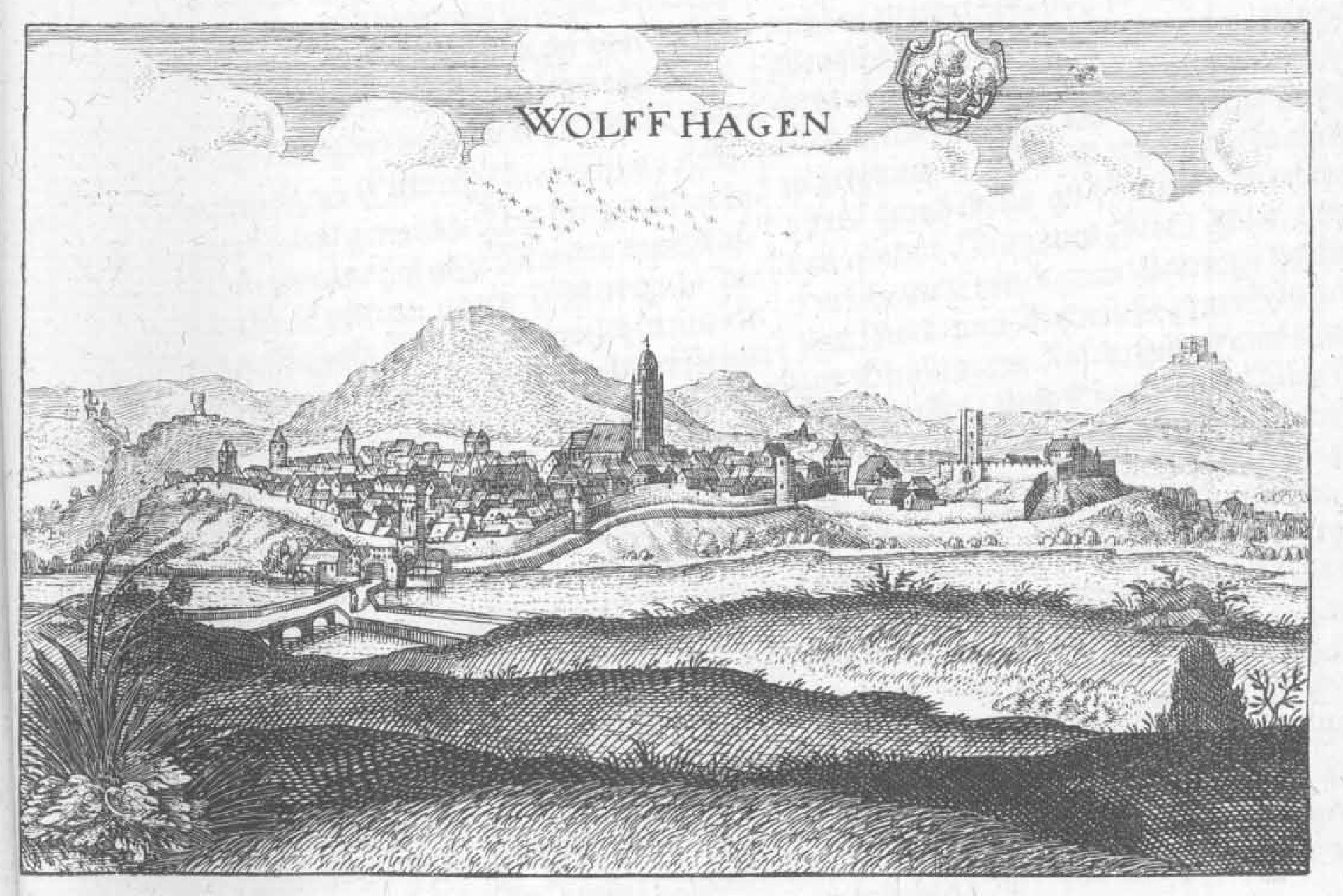
マテウス・メーリアンの銅版画に描かれた1655年当時のヴォルフハーゲン

この集落は1264年に都市権を獲得し、1302年にはフル装備の防衛施設を有した。1821年までヴォルフハーゲンはヘッセン方伯、およびヘッセン選帝侯の地方行政都市でヴェストファーレン王国時代（1807年 - 1813年）は、ヴォルフハーゲン郡の県庁所在地であった。
三十年戦争でこの街はほぼ完全に破壊され、教会と城の一部だけが遺された。
1945年から1972年までヴォルフハーゲンはヘッセン州の郡庁所在地であった。1992年の「ヘッセンの日」はヴォルフハーゲンで開催された。
ヴォルフハーゲンは1960年4月から2008年6月30日まで連邦軍陸軍の駐屯地（第54戦車大隊と第50対戦車中隊）で最終的には第64戦車大隊「ディー・ヴェルフェ」（オオカミ Wolf の複数形）の駐屯地であった。1958年から1959年に建てられたかつてのポンメルン兵舎は2008/2009年に非軍用化され、将来は教育施設や中小企業が入居することになっている。

### 歴史資料
ヴォルフハーゲン市の古文書はヘッセン州立マールブルク文書館に保管されている（330点のヴォルフハーゲン史料がある）。この史料は大部分が公開されており、オンラインで閲覧調査することができる。

## 行政

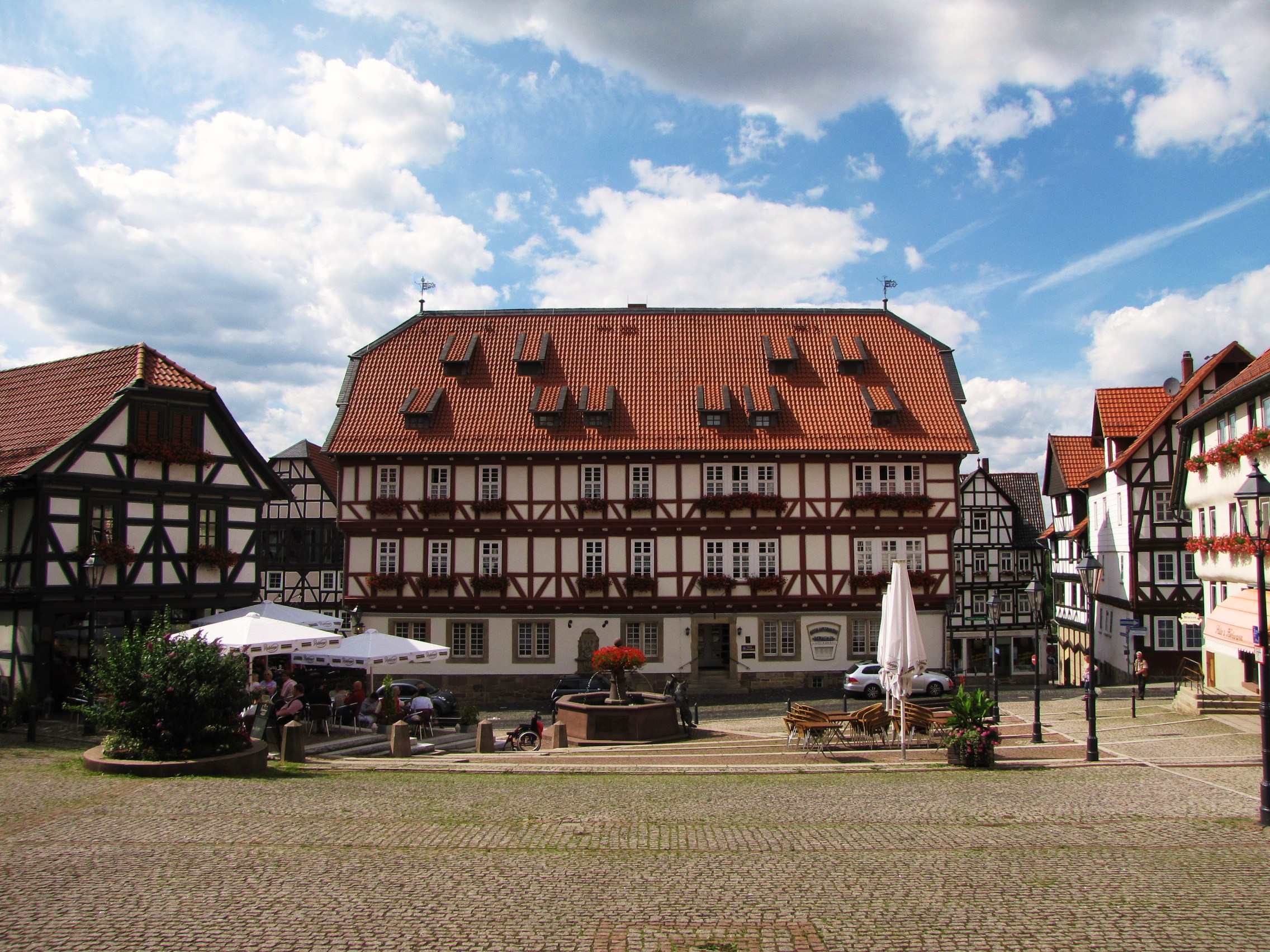
ヴォルフハーゲンのマルクト広場と市庁舎

### 市議会
この街の市議会は31議席からなる。

### 市長
市長のラインハルト・シャーケ（無所属）は1999年1月31日の選挙で初当選した。

### 紋章
この街の紋章は、黄色地で、緑の土地に3本の緑の木。その間に赤い舌を出した黒いオオカミが描かれている。
この図柄の背景には、街の創成に関わる神話が関わっている。農民が「ハーゲン」の森を開墾しようとした。この森からオオカミが現れたが、友好的な様子で、農民を攻撃しなかった。オオカミはあっさりと他所へ行ってしまった。農民はこの事に感謝して、開墾した土地にできた村をヴォルフハーゲンと名付けた。

### 友好都市
- Tergnier（フランス、エーヌ県）1981年
- オールドルフ(Ohrdruf)（ドイツ、テューリンゲン州）1990年
- メルドラ（イタリア、エミリア＝ロマーニャ州）2008年

#### 姉妹教会
- ヘルドルンゲン(Heldrungen)（テューリンゲン州、ヴォルフハーゲン・プロテスタント教会とヘルドルンゲン・プロテスタント教会の姉妹協定）

1960年代初めに一旦は制限された牧師区間の交流は、その後活発になり1989年に姉妹教会関係に発展した。東西ドイツ再統一後も、数多くの相互訪問を伴う姉妹教会関係は保持されている。

## 文化と見所

### 博物館
ヴォルフハーゲン地方地域博物館: 旧ヴォルフハーゲン郡の郡立博物館として設立されたこの博物館は1980年以降はヴォルフハーゲン城のレントホーフに入居している。協会が運営するこの博物館は、石器時代から中世を経て20世紀の手工業に至るまでの地域史を展示している。第二展示室にはヴォルフハーゲンの恐竜のオリジナルの化石、大きな木組みの部屋、ギャラリーや、とりわけハンス・シュターデンに関するヨーロッパ最大の展示を行っている。彼は、1557年に初めてブラジルについての書物を著した人物である。シュターデンは9か月間、食人種のトゥピナンバ族の捕虜となり、その宗教儀式を体験した。

### 建築

#### 市庁舎
4階建ての堂々とした木組みの歴史的市庁舎は、三十年戦争で破壊された街の住民によって1657年から1659年に古い基礎の上に建てられた3代目の木組み建築である。住民は資材を供出し、労働力として働いたり家畜を提供しなければならなかった。大きなオーク材は隣接する市の森から切り出された。その上、ヘッセン＝カッセル方伯ヴィルヘルム6世はこの建設のために 100 グルデンの税金を課した。特徴的な装飾は梁の突端にある222個のマーガレット文様である。建築責任者はヘルザのゲオルク・ミュラーであったと記録されている。

#### プロテスタントの市教会
この市教会は13世紀に建設された三堂式ホール教会で、最後の審判の作品群の一部をなす要石や、1725年製のオルガン、1961年にハンス＝ゴットフリート・フォン・シュトックハウゼンによって製作された内陣のステンドグラスが見所である。内陣のステンドグラスは、「漁り」「最後の晩餐」、「聖霊降臨」が描かれている。地元で聖アンナ教会と呼ばれることについて、史料での裏付けはない。確かなことは、わずかに、創設期のいくつかの祭壇の一つが聖アンナに捧げられていることだけである。ここから、教会全体の呼び名として用いられたと推測することは正しくない。1957年から1958年の大修理の結果、この教会は2013年までに早急に内部を修繕する必要に迫られている。「ヴォルフハーゲン市教会保護サークル」は2005年から資金調達を行っている。

#### ホスピタルカペレ（病院礼拝堂）
現在は本来の目的通り慈善礼拝堂として用いられているが、墓地礼拝堂として聖ライヒナム礼拝堂とも呼ばれていた。14世紀にはすでに市の外側に新しい教会の建設が始められていた。この教会は巡礼教会として計画されていた。内陣室の完成後、建設工事は中止され、すぐ隣に14世紀に建設されていた病院の礼拝堂として用いられるようになった。宗教改革に伴い、この礼拝堂では神事は行われなくなった。市の建設700年祭の1931年以降、この建物は市の墓地礼拝堂として用いられた。この礼拝堂は一堂式で、砂岩の角石を用いた盛期ゴシック建築である。

#### カトリック教会
カトリックの聖マリア教会は1966年に建設され、コッペンベルクの山の教会と置き換えられた。この教会は第二次世界大戦後、ヴォルフハーゲン市内のカトリック信者にとって宗教生活の中心となった。ボニファティウス協会、フルダ司教区、ボン軍事司教事務所の協力により、会衆席300を超えるこの教会が建設された。その定礎式では、使徒ペトロによって聖別されたシュッツェベルクの首席司祭教会の一部であったとされる石材も埋め込まれた。洗い出し人造石で線蔵された教会内には4つの鐘がある。これらの鐘はハイデルベルクのシリング鐘鋳造所で製作されたものである。主祭壇には最後の晩餐像があり、ローマでの初期キリスト教会を模して聖遺物櫃の上に設置されている。主祭壇と脇礼拝堂の祭壇は、ムシェルカルク（三畳紀の貝殻などが堆積してできた石灰岩）製である。主祭壇裏の半円形後陣には諸聖人のための聖櫃を収めたムシェルカルク製の石柱からなる聖龕が設けられている。この石柱は聖体顕示台の形を採っている。その青銅の門には子羊と7つの印の書物（謎を象徴する）が描かれている。聖龕の窪みは天上のエルサレムの12の門を象徴している。聖龕、司祭席、燭台、説教壇、教会南部の聖母像は、彫刻家ラインホルト・シュレーダーによる青銅製である。教会のステンドグラスは時代の流れに沿って、聖なる神話を表している。絵の内容は、強く抽象化され、線と色の流動の中に後退している。神の化身である光から物語が展開し、最後は再び光の中に消えて行く。この教会は1988年から1992年にかけて完全に修復が行われた。

#### その他の建物
市中心部
- ヴォルフハーゲン城

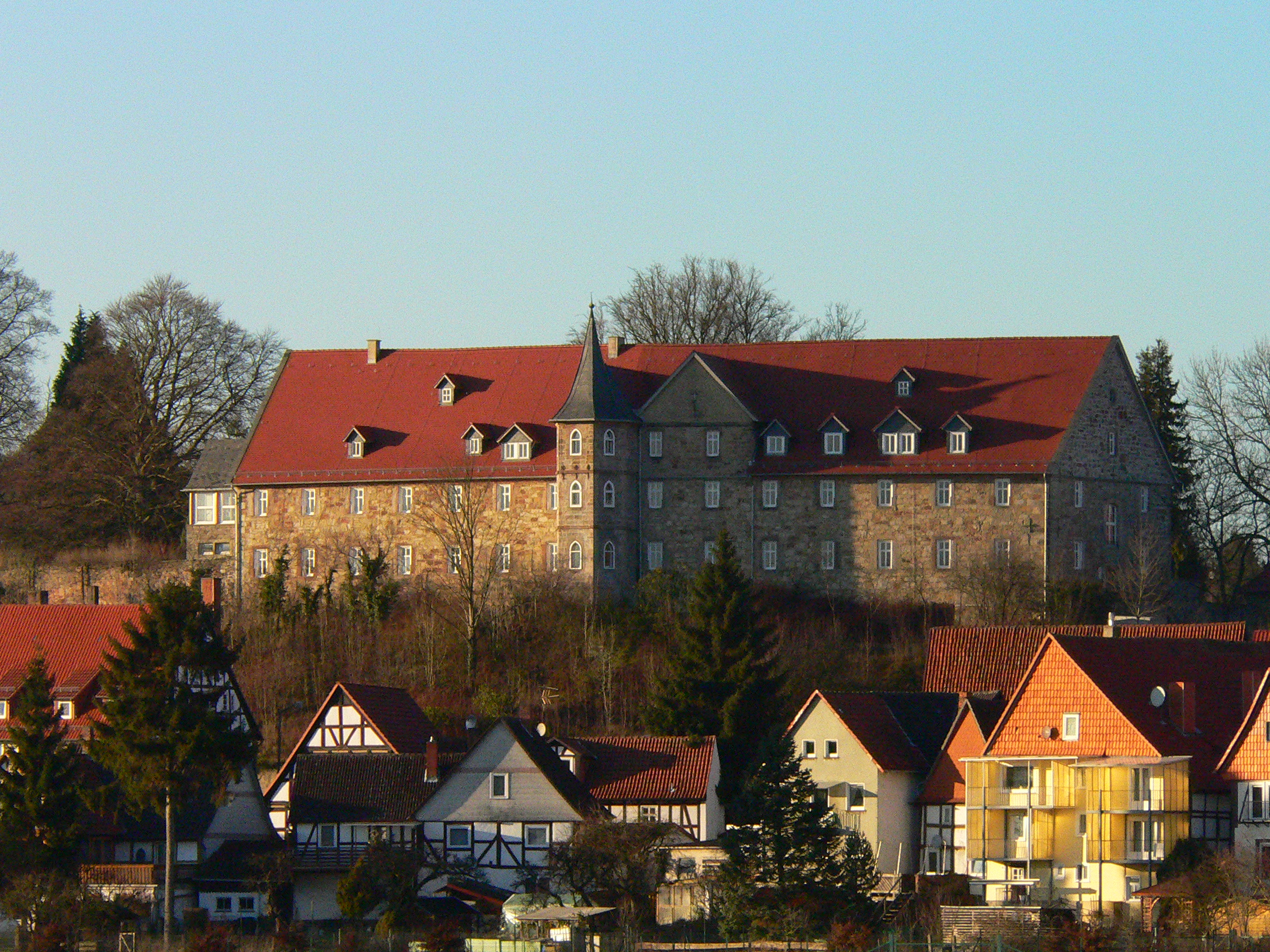
ヴォルフハーゲン城

- マルクト広場と「アルテ・ヴァッヒェ」（監視台）
- 監視塔を含む歴史的な市壁の遺構
- カッテン塔
- 古いビール醸造所、1491年創業のビール醸造所で、1799年のレシピに基づく地ビール「Ur-ヴォルフハーゲン」が醸造されている。

市区内
- イスタベルクの敷石: 1934年にイスタベルク山頂に航空標識のために建造され、1954年から1955年に解体された標識灯火台の土台跡
- アルテンハーズンゲンのプロテスタント教会: 1074年に最初の記録が遺るロマネスク教会で、1740年に改築された。入口上部の梁のレリーフは12世紀のものである。1925年に現在の建物に改築された。
- ブリュンダーゼンのプロテスタント教会: 1543年に建設され1742年に大規模な改築が行われた。祭壇は1754年製である。1967年に修復がなされた。2007年に3つの新しい鐘が設置された。
- イッピングハウゼンのプロテスタント教会: 規則通りの長方形のバロック様式のホール教会である。1772年に建造された。
- イスタのプロテスタント教会: 規則通りの長方形のバロック様式のホール教会で、ロマネスク様式の塔を持つ。本堂は1744年から1747年に建造された。
- レックリングハウゼンのユグノー派教会: 1768年建造、塔は1888年に設けられた。この教会では1840年までフランス式の神事が行われていた。
- ニーダーエルズンゲンのプロテスタント教会: ロマネスク様式の切妻屋根の西塔を持つ。本堂はゴシック様式、17世紀の石製の説教壇や洗礼盤がある。1986年から1987年に修理を受けた。
- ノートフェルデンのプロテスタント教会: ロマネスク様式の内陣塔、1751年建造の本堂、塔のボンネット型の屋根は1803年製である。
- フィーゼベックのプロテスタント教会
- ヴェーニゲンハーズンゲンのプロテスタント教会: 1787年建造、1907年に改築された。
- アルテ・シューレ（古い学校）: 1880年に建造された。

城砦、城館、塔、廃村

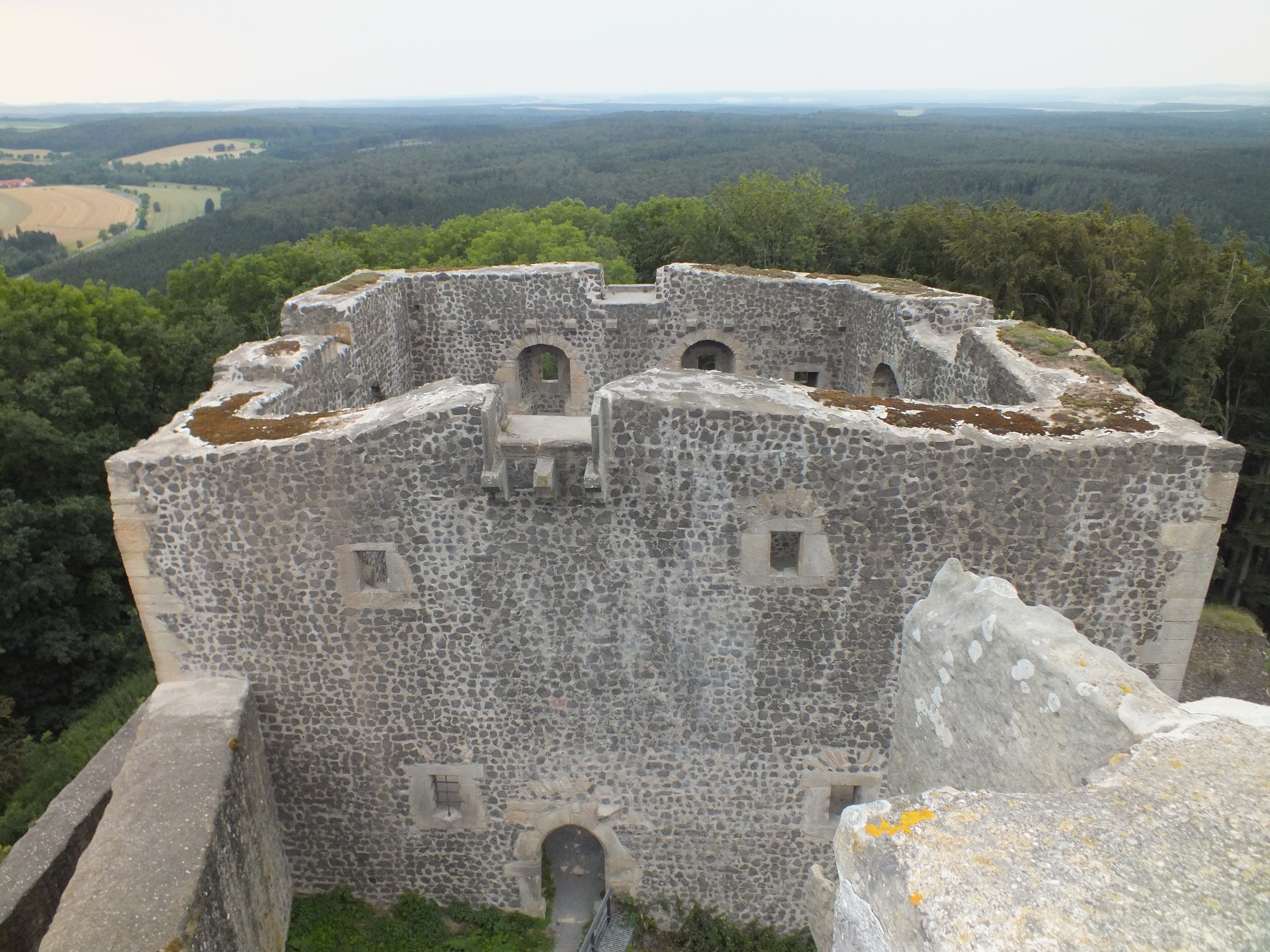
ヴァイデルスブルク城趾

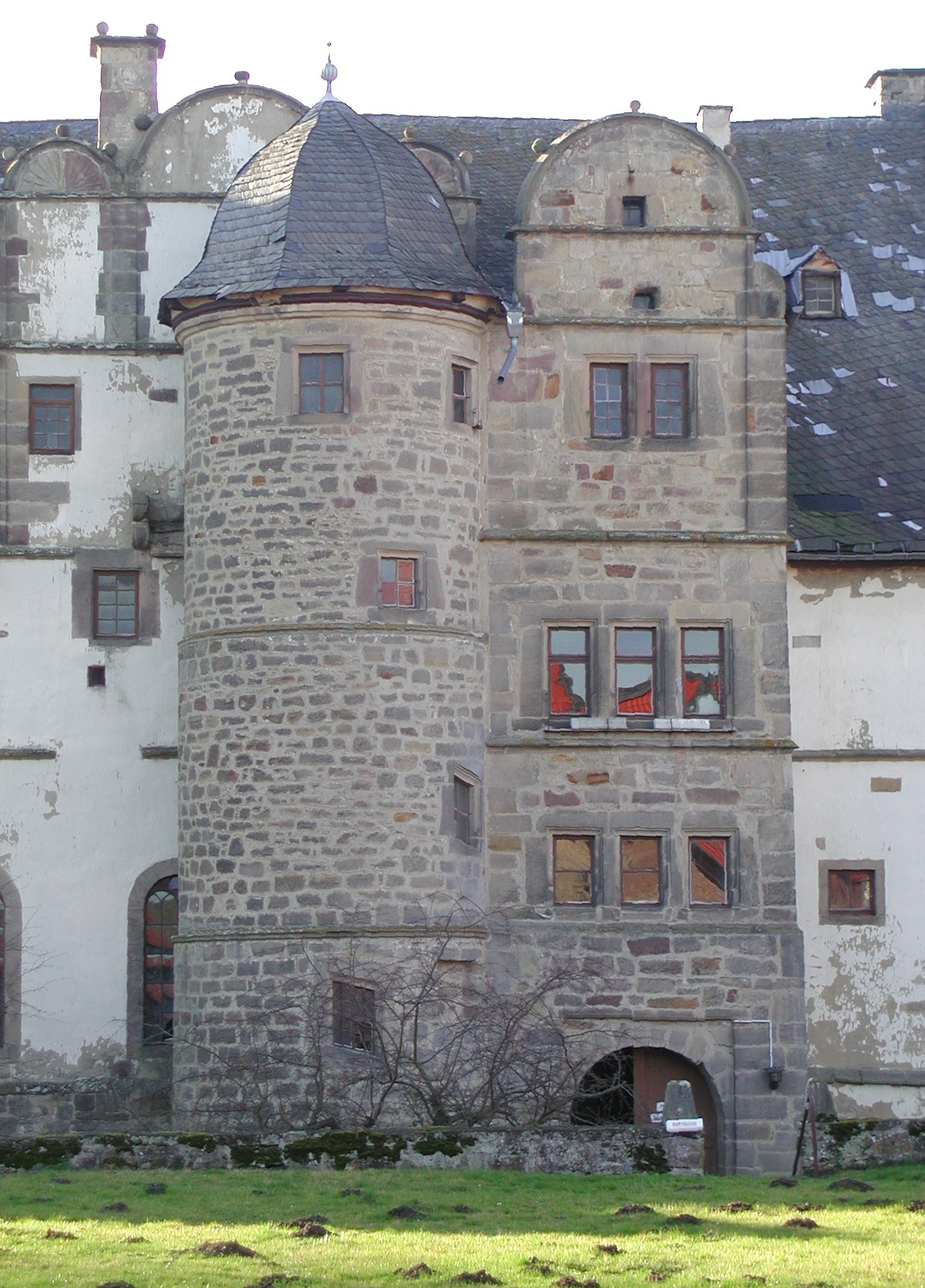
エルマースハウゼン城

- ヘルフェンベルク城趾: 13世紀初めに中核市区の東に建設された。
- ローダーゼン城趾: 12世紀末にエーリンゲン地区の南南東に建設された。
- ヴァイデルスブルク城趾: 北ヘッセン最大の城趾、12世紀にイッピングハウゼン近郊に建設された。
- エルマースハウゼン城: トラケーナー種の馬飼育場を持つ。中核市区の北に位置する。
- オーフェンベルク塔: 中核市区の東、オーフェンベルクに建つ。
- ランツベルク廃市: 13世紀の初めに建設された。エーリンゲン市区の南南東に位置する。

### 年中行事
- 3月の第1金曜日: ヴェルトゲベーツターク・デア・フラウエン（直訳すると「女性の世界の祈りの日」）
- 聖木曜日と聖金曜日、21時から10時まで、プロテスタントの市教会で歌い、祈り、瞑想し、映画を見る「礼拝の夜」が行われる。
- 復活祭: 夜明けの5時頃にプロテスタントの市教会で復活祭の夜の式典が行われる。1983年からプロテスタント教会は和やかな神事で祝っている。この神事で大人と堅信者に洗礼がなされる。
- 4月: イスタの復活祭の火、高さ 14 m の旧ヴォルフハーゲン郡最大の復活祭最大の火祭りである。
- 4月: イスタの教会開基祭、4月25日から28日に開催される民衆祭
- 聖霊降臨祭: 2年に1度、フィーゼベック射撃協会1701が射撃祭を開催する
- 5月: 1724年に設立された射撃兄弟会がヴェーニゲンハーズンゲンで開催する射撃祭。射撃兄弟会の会員は銃を持ち黒装束でパレードを行う。「父の日」（ドイツでは復活祭の40日後にあたる昇天の日）の祝宴で始まり、土曜日と日曜日に伝統的な射撃祭が祝われる。
- 5月: 第3週末にヴォルフハーゲン中心部で開催されるヨハン祭
- 6月: ヴォルフハーゲンの文化テント
- 6月17日: レックリングハウゼンのユグノー派の祭、教会での礼拝とユグノー派信者の集会
- 7月: ヴォルフハーゲンの家畜市、第3週末、木曜日の「聖なる夕べ」、金曜日の「家畜表象」、日曜夕方のパレードを経て、日曜夜の打ち上げ花火で閉幕する。
- 9月: 第1週末にブリュンダーゼンで開催される伝統的なジャガイモ祭と第2週末にヴォルフハーゲン中心街で開催されるミヒャエリス祭
- 12月: アドヴェント最初の日曜日にプロテスタント組織センターで行われる組織祭によってブロート・フュア・ヴェルト（「世界にパンを」）活動が開幕する。
- 12月: クリスマスマーケット

### 近郊のハイキング地
- ヘルクレスのあるベルクパルク・ヴィルヘルムスヘーエ（カッセルの象徴である）
- ローダーゼン城趾
- エーダー湖とヴァルデック城
- フリッツラー
- フォルクマールゼン近郊のクーゲルスブルク
- ザーバブルク
- ランツベルク廃市
- ツヴィステ湖
- ヴォルフハーゲンは、『狼と七匹の子山羊』によって、ハーナウからブレーメンに至るドイツ・メルヘン街道に属している。

### レクリエーション、スポーツ施設
- ヴォルフハーゲン騎馬・乗馬協会 e.V.
- ヴォルフハーゲン飛行場「グラナー・ベルク」
- レクリエーション施設「アウフ・デム・カンプ」
- ヴォルフハーゲン体験プール
- リーメッケシュターディオン
- ヴィンターリヒテの射撃場
- 市立図書館/学校図書館
- 屋内テニス場

## 経済と社会資本

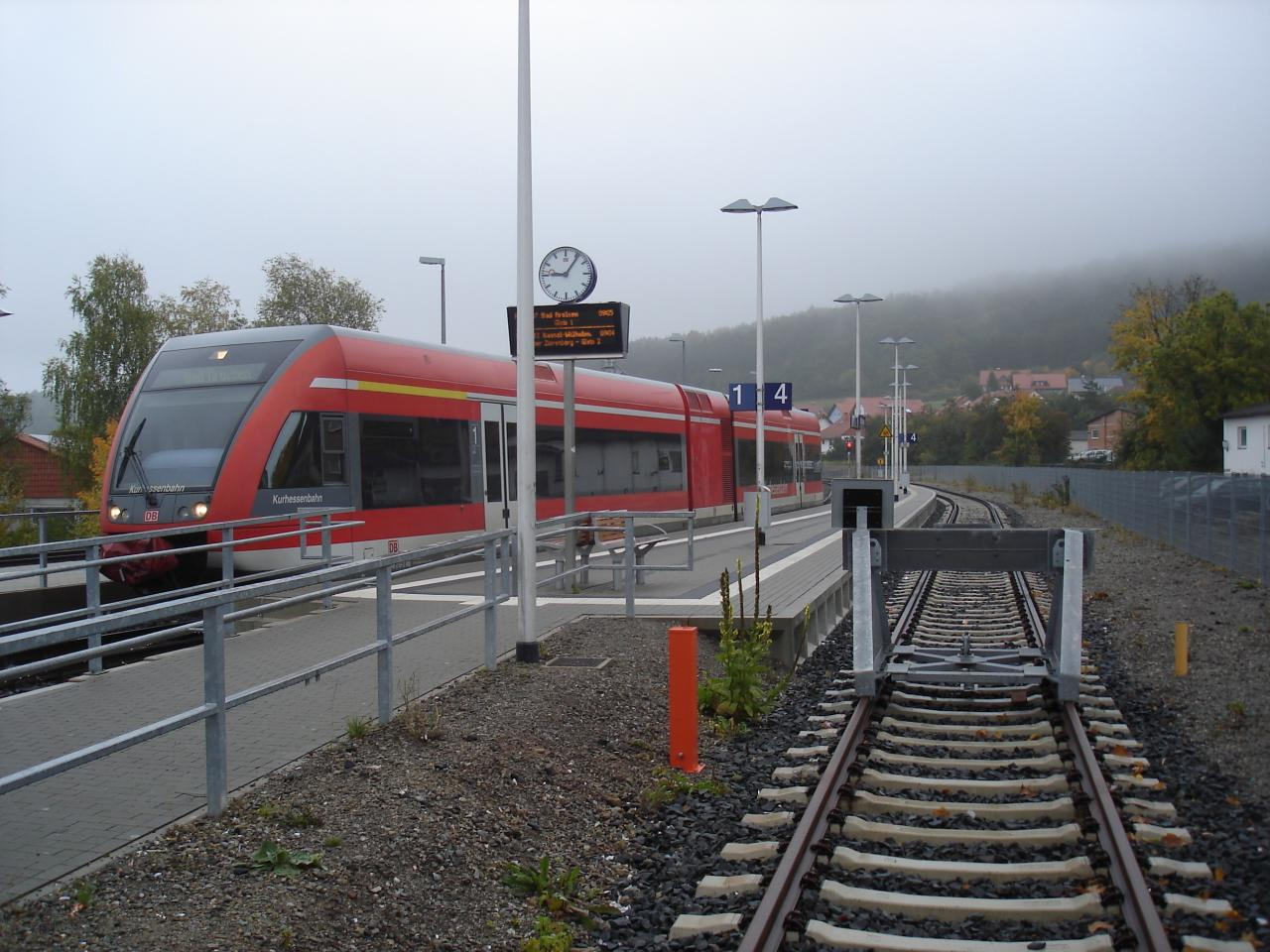
ヴォルフハーゲン駅

### 交通
ヴォルフハーゲン駅は、1897年9月1日に旅客・貨物駅として開業した。
ヴォルフハーゲンは、ほぼ1時間ごとに北ヘッセン交通連盟の列車が運行する鉄道フォルクマールゼン - フェルマー - オーバーフェルマー線沿いにある。この鉄道路線は、2006年12月10日からヴォルフハーゲンとカッセルとの間で運行している北ヘッセンレギオトラム網の一部をなしている。また、アウトバーン A44 号線（ドルトムント - カッセル間）がヴォルフハーゲン市内を通っている。ツィーレンベルク・インターチェンジは拡幅された連邦道 B450 号線経由で約7分の距離にある。

### 公共施設
- 郡立病院ヘッセンクリニーク; 技術救援活動組織 (THW); ドイツ赤十字 (DRK) - カッセル＝ヴォルフハーゲン郡連盟 e.V.
- ヴォルフハーゲン老人ホーム財団、カール通り18番地: ヴォルフハーゲン老人ホーム財団は、クアヘッセン＝ヴァルデック勤労奉仕団 e.V. の加盟団体である。この財団は「ヴォルフハーゲン・プロテスタント老人ホーム」と「ホスピタルシュティフング」とが1963年に合併して成立した。1966年10月27日に新しい建物に移転した。この建物はこれまでに何度も増改築がなされている。社会養護サービスも併設されている。
- ENERGIE 2000 e.V.、カッセル郡のエネルギー供給団体である。

### 教育
- ヴィルヘルム・フィヒナー・シューレ、カッセル郡最大の総合学校
- ヘルヴィヒ・ブランケルツ・シューレ、カッセル郡の職業教育学校
- 郡立市民大学
- 学習補助学校
- 基礎課程学校: ヴォルフハーゲン、イッピングハウゼン、ヴェーニゲンハーズンゲン

### 官公庁
- プロテスタントのヴォルフハーゲン教会クライスの教区監督官区と4つの牧師区事務所
- 司祭執務所: ナウムブルク、フォルクマールゼン、ツィーレンベルクの教会組織を含むカトリック教会組織（フリーデンス通り13番地）はヴォルフハーゲン地方司牧会に属している。
- カッセル郡郡庁ヴォルフハーゲン支所

## 人物

### 出身者
- テオドール・クラインシュミット（1834年 - 1881年）行商人、自然学者

### ゆかりの人物
- ハンス・シュターデン（1525年頃 - 1576年）紀行文作家。ヴォルフハーゲンで逝去。
- ルートヴィヒ・エーミール・グリム（1790年 - 1863年）画家。ヤーコプ・グリム、ヴィルヘルム・グリム（グリム兄弟）の弟。

## 引用
1. ↑  Hessisches Statistisches Landesamt: Bevölkerung in Hessen am 31.12.2023 (Landkreise, kreisfreie Städte und Gemeinden, Einwohnerzahlen auf Grundlage des Zensus 2011)]
2. ↑  Max Mangold, ed (2005). Duden, Aussprachewörterbuch (6 ed.). Dudenverl. p. 841. ISBN 978-3-411-04066-7
3. ↑  ヴォルフハーゲン市の史料概要 ヘッセンの史料、情報システム。Hessisches Archiv-Dokumentations- und Informations-System. （2011年8月31日内容確認）
4. ↑  市議会議員選挙結果
5. ↑  ヴォルフハーゲン - 歴史的市庁舎